# Eulogie
Een eulogie (uit het Grieks εὐλογία, letterlijk: goed woord) is een lofrede of eerbetoon uitgesproken bij een afscheidsviering, zoals bij een begrafenis. Vaak worden hierbij herinneringen opgehaald, of worden de verwezenlijkingen van de overledene vermeld. 
Het begrip eulogie moet niet verward worden met het begrip elegie: een elegie is een klaagzang waarin een dichter het gemis van een geliefde persoon betreurt. Een elegie is universeler en meer literair van karakter, terwijl een eulogie steeds gebonden is aan één persoon of gelegenheid. 